# الانتخابات الرئاسية التركية 1982
الاستفتاء الدستوري في تركيا هو الاستفتاء الثاني الذي عقد في تركيا سنة 1982.
تم إعداد الدستور بعد انقلاب 12 سبتمبر 1980. حيث عرض على التصويت الشعبي في 7 نوفمبر 1982، تم قبول الدستور ودخل حيز التنفيذ في 9 نوفمبر 1982.
تم الجمع بين استفتاء الدستور والانتخابات الرئاسية لسنة 1982، ووفقا للمادة 1 من الدستور، تمت الموافقة على رئاسة كنعان أورن ، والذي شغل منصب الرئيس المؤقت بعد الانقلاب رئيسا للجمهورية من قبل الشعب.